# Череповецький ВТТ
Череповецький ВТТ (рос. ЧЕРЕПОВЕЦКИЙ ИТЛ, Череповецлаг) — підрозділ, що діяв в системі ГУЛАГ в м.Череповець.
Організований 27.09.40;

закритий 28.06.41.
Підпорядкований:
- ГУЛАГ з 27.09.40;
- ГУЛПС (промислового будівництва) з 26.02.41;
- УЛСПЧМ (Управління таборів з будівництва підприємств чорної металургії) з 14.05.41

## Виконувані роботи
- буд-во Череповецького металургійного комбінату;
- буд-во залізничних і ґрунтових доріг, водопроводу, деревообробного і хутрового підприємств, житла і комунальних об'єктів,
- робота на лісозаводі і в підсобному с/г.

## Чисельність з/к
- 01.01.41 — 997,
- 01.07.41 — 4821